# Anton Mițaru
Anton Mițaru (n. 7 august 1945, Pietroasa, județul Buzău – d. 25 noiembrie 2021, Râmnicu Vâlcea) a fost un deputat român în legislatura 2000-2004, ales în județul Vâlcea pe listele partidului PSD.

## Legături externe
- Anton Mițaru Arhivat în 30 septembrie 2020, la Wayback Machine. la cdep.ro